# Черкаський край

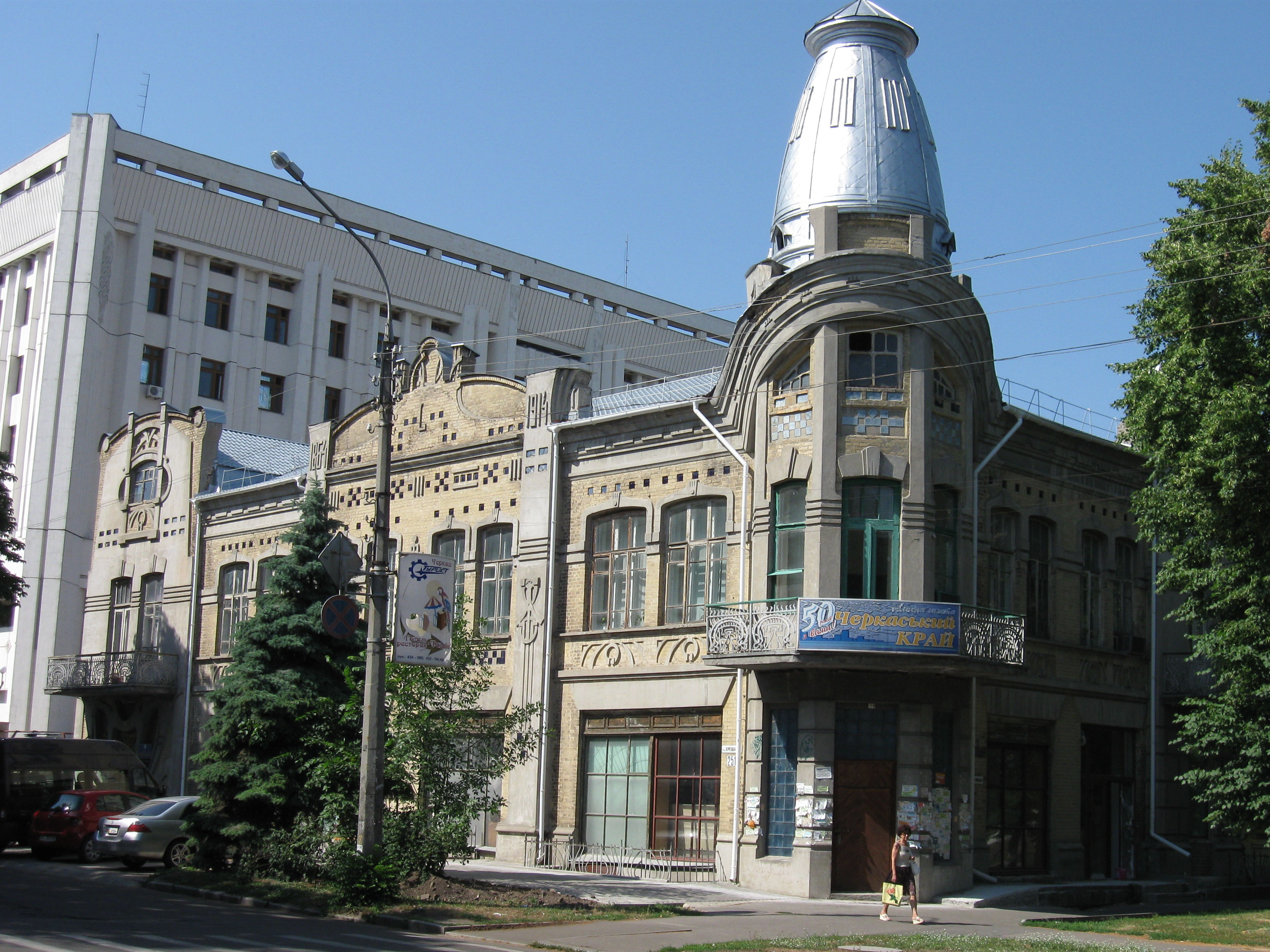
Фасад будівлі редакції газети

Черка́ський край — обласна громадсько-політична газета Черкащини.

## Передісторія
5 листопада 1918 року в Умані вийшов перший номер газети «Знамя коммунизма». Випуск газети готував більшовик А. М. Рибак, відряджений Київським підпільним губернським комітетом для роботи в регіонах. Газета була органом окружного комітету партії Черкаського, Чигиринського, Звенигородського та Уманського повітів.
Пізніше на зміну «Знамя коммунизма» прийшли регіональні видання з різними назвами: у 1919 році інформаційною трибуною стали «Беднота», «Известия уездного Совета рабочих, крестьянских и казацких депутатов Черкасчины», «Вісті Черкаського повітового виконкому Ради робітничих, селянських та червоноармійських депутатів». У 1923-1930 роках газета виходила під назвами «Шлях революції», «Робітничо-селянське око», «Радянська думка», «Прапор комуни». У грудні 1943 року у Черкасах розпочали друкувати «Черкаські вісті», згодом — «Прапор комунізму».
У роки німецько-радянської війни газета не видавалася до 14 грудня 1943 року.
У грудні 1943 року видання газети було відновлено (спочатку під назвою «Черкаські вісті», пізніше — «Прапор комунізму»).
Газета «Черкаський край» веде свою історію з виходу першого номеру «Знамя коммунизма». Однак зв'язків наступництва сучасної газети з виданням, заснованим 1918 року, не прослідковується.

## Історія
7 лютого 1954 року вийшов перший номер обласної щоденної газети під назвою «Черкаська правда», що виходила шість разів на тиждень (300 номерів на рік).
У 1955 році наклад газети становив 40 000 примірників, протягом 1956 року був збільшений з 40 тис. до 42 тис. екземплярів. У 1957 році наклад видання становив 42 тис., у 1958-1959 роках — 45 тис. примірників. Протягом 1960 року випуск газети було збільшено з 45 тис. до 48 тис. примірників.
У 1956 році в редакції газети проходив практику студент Василь Симоненко, а у 1957-1960 роках поет працював у виданні в якості постійного журналіста. Ще одним з працівників газети у повоєнний час був Герой Радянського Союзу Олександр Тканко.
У 1968 році газета нагороджена орденом «Знак Пошани».
У 1984-1985 роках наклад газети становив 116 000 примірників.
На 1986 рік наклад видання становив 115 100, на 1987 рік — 111 800, 1988 рік — 109 000, 1989 рік — 99 000, 1990 рік — 85 250 примірників.
Під сучасною назвою видання виходить з 1 січня 1991 року двічі на тиждень — щосереди та щоп'ятниці.
12 вересня 2011 року вийшло Розпорядження Черкаської ОДА №286 «Про вихід із складу співзасновників обласної соціально-економічної газети «Нова доба» і газети «Черкаський край» та їх редакцій».
30 червня 2016 року Черкаська обласна рада у рамках Закону України «Про реформування державних і комунальних друкованих засобів масової інформації» прийняла вихід зі складу засновників газети «Черкаський край» та її редакції з перетворенням редакції членами її трудового колективу в суб'єкт господарювання зі збереженням назви, цільового призначення, мови видання і тематичної спрямованості друкованого засобу масової інформації. Від 5 грудня 2017 року новим засновником та власником видання стало ТзОВ «Редакція газети «Черкаський край».